# Hof te Bevervoorde
De Hof te Bevervoorde is een boerderij en voormalig adellijk huis in de voormalige buurschap Rectum, gemeente Wierden. Het lag in het voormalige richterambt Kedingen. Het is een van de drie adellijke bewoningen die in deze kleine buurschap hebben gestaan. In 1845 is het oude huis afgebroken en zijn de bouwhuizen blijven staan. De plaats is thans bekend als Barvoorde, Barfde en Bervorde.

## Geschiedenis
Hoe oud de Hof te Bevervoorde is, is niet bekend. Het heeft toebehoord aan de riddermatige familie Van Bevervoorde. Deze oefenden er hun heerschappij uit. De ridders Van Bevervoorde komen voor als borgman van de graafschap Bentheim en borgman van Goor en Almelo.

## Heerschap en de Hof te Bevervoorde
In 1396 wordt de Hof te Bevervoorde verkocht aan Evert van Langen, met alle rechten die hij had en nog kreeg van zijn moedersgoed of van Johan van Bevervoorde, zijn oom.
Op St. Jacobsdag (25 juli) in 1399 kwiteerde de ridder Evert van Bevervoorde Evert van Langen voor de betaling van de Hulshorst en van de Heerschap van Bevervoorde.
Ick Euert van Beurvoerde make kund allen luden med dessen breue, dat my Euert van Langen witlike ende wal betalt hevet, al alsodane ghelt, also he my schuldich was van der Hulshorst ende van der Herschap van Beuerfoorde, ende schelde (schulde) een ende sine ervende daer qwit van ende enkenne dat ich, ende myne [erulde] an der Hulshorst ende an der Heerschap van Beuerfoerde nicht mer en hebben noch wachtene en sal wegen, Utghesacht viffthein Ghelrossche Guldene de se my dar nach aff schuldich bliuet alle argelist uytgespraecken In orkunde deser dinghen so hebb ich myn zegell an dessen breff gegangen, Gegeuen in het jair ons Heren Dusenst Driehundert negen un negentich up Sunte Jacobs Dach.
Op de avond van St. Johannes de Doper in 1414 hebben Godert van Bartolt van Langen wedergegeven haeren horigen eijgenen luiden al alsodane recht als Heer Huge van Berveurde Ridder hem gegeven hadde die huisgenoten waeren in der tijt dier Heerschap van Berveurde, dat hij versuimt hadden, iden eersten dat sij hem Hoffrecht jaerlix verwaren sullen inder Hoff to Berveurde des Sondags te belaecken Pinxteren her hoeren chijns penninck daer te brengen aen en gelijck eene olden Brabantschen penninck und voert weert seacke dat dat heerschap vede hadde soo sal elk husman harnas hebben naar syne macht daer hun sijn heerschap op hadt und op Lantdagen ende Claringen gecompareert als volgt.
Er wordt gesproken van de heerschap Bevervoorde. Deze heerschap of heerlijkheid heeft zich geheel zelfstandig ontwikkeld in een redelijk dunbevolkt gebied. 
In 1503 wordt de Hof te Bevervoorde beleend aan weer een Evert van Langen. De Hof te Bevervoorde heeft dan haar hoogtepunt gehad. Het bleef een strategisch goed gelegen plaats.
In 1573 werd in het markeboek van Rectum melding gemaakt van een oorlog waardoor veel is vernield en er werd beschreven dat een groot aantal Spanjaarden zich hadden verschanst achter de Telgenkamp en Hulshorsthaar en daar de boel hadden vernield. Dit was naast de Hof te Bevervoorde. Of ze de Hof te Bevervoorde hebben aangedaan is niet bekend. Het huis werd daarna voor een periode niet genoemd. Het kwam in eigendom van heer van Rhede tot Brantlegt uit het Bentheimse. Deze bezat ook het andere belangrijke goed in IJpelo, genaamd de Koohorst.

## Buitenplaats van de bourgeoisie
In 1686 kocht Jan ten Cate van de heer Rhede tot Brantlegt de Hof te Barvoorde met de daarbij gelegen visscherije het vrede-water, genaamd de Hesselinkvoort. Het water met aalstallen dat gelegen was bij Rijssen in de buurschap Rectum, was leenhorig aan de provincie Overijssel. Na de dood van Ten Cate ging de Hof met het viswater over op zijn erfgenamen, die voortaan de rustige en vredige possessie hadden. Op 7 oktober 1714 ging het over van Frans van Steenwijck en zijn vrouw Judith ten Cate, naar Abraham ten Cate. De Hof te Bevervoorde werd in 1729 beschreven als een huis dat in desolate toestand verkeerde.
Op 29 december 1843 werd het door Nicolaas Hendrik ten Cate verkocht. Het werd omschreven als: het buitenverblijf de Bavoorde, bestaande uit een herenhuis met stalling, koetshuis, tuinen, vijvers, plantsoenen met twee boeren erven gelegen in de buurschap Rectum. De koopprijs bedroeg fl. 15.636,-, wat een aanzienlijk bedrag was voor die tijd. Vrij recent na de koop, in 1845, werd het huis afgebroken. In 1851 werd de boel opnieuw geveild. De koper, Albertus Gerhardus Kamerling, fabrikant te Almelo en zijn vrouw Henriëtta Hoogklimmer, verbouwden het bouwhuis Groot Barvoorde. In het huis werden materialen van de oude Hof te Bevervoorde hergebruikt. Het enige wat is overgebleven van de Hof te Bevervoorde is het parkachtige landschap met de twee boerderijen Groot Barvoorde en Klein Barvoorde (Peters) genaamd.

## IJzerproductie
Het gebied rondom de Hof te Bevervoorde of nu Barvoorde staat bekend vanwege de grote hoeveelheid restanten van ijzerproductie uit de vroege middeleeuwen die er worden aangetroffen. Internationaal archeologisch onderzoek heeft aangetoond dat het een belangrijke plek was, net als de ijzerproductie plaats bij Heeten in Salland.